# Jean-Baptiste Cols
Jean-Baptiste Cols (Aat 1770 - 12 januari 1842) was advocaat en lid van het Belgisch Nationaal Congres

## Levensloop
Cols behaalde zijn diploma in de rechten aan de universiteit van Leuven (1788) en werd advocaat in Nijvel.
Hij was lid van de provinciale staten van de Nederlandse provincie Zuid-Brabant. In het Belgisch koninkrijk werd lid en gedeputeerde in de provincieraad van Henegouwen (1830-1836) en lid van de provincieraad van Brabant (1837-1842), waarvan hij vicevoorzitter (1836-1838) werd en voorzitter (1839) om er te eindigen als gedeputeerde (1839-1842)
Jean-Baptiste Cols werd tot plaatsvervangend lid van het Nationaal Congres verkozen voor Nijvel. Hij werd, in opvolging van de ontslagnemende graaf Joseph de Baillet, effectief lid op 6 februari 1831. Hij stemde voor regent Surlet de Chokier, voor Leopold van Saksen Coburg en voor de aanvaarding van het Verdrag der XVIII artikelen. Hij nam geen enkele keer het woord in de openbare zittingen.
In 1831 werd hij tot volksvertegenwoordiger verkozen, wat hij bleef tot in 1836.